# Vaginální infekce
Vaginální infekce (odborně vulvovaginitidy čili vulvovaginální infekce) jsou zánětlivá postižení ženských pohlavních orgánů vulvy a vaginy. Ženská pochva je za normálních okolností osídlena řadou bakterií (streptokoky, stafylokoky, laktobacily a další), u většiny žen najdeme i kvasinky a viry, a to i za fyziologických okolností – tedy u zdravých žen. Všechny tyto mikroorganizmy se vzájemně udržují v rovnováze, a tím je zajištěno i stabilní prostředí s minimálními výkyvy pH. V případě vulvovaginitidy však některý druh mikroorganismů převládne a vyvolá zánět a další potíže. Podle druhu odpovědných mikroorganismů se pak určí konkrétní onemocnění. Nejčastější typy vaginální infekce jsou:
- vaginální kandidóza (kvasinkové infekce)
- bakteriální vaginóza
- trichomoniáza, sexuálně přenosná infekce

## Příznaky vaginální infekce
Pálení, svědění, bolest, vaginální výtok a nepříjemný zápach jsou jen některé z běžných příznaků vaginálních infekcí, které za život potkají každou ženu. Léčba těchto potíží ale nemusí být stejná. Velmi záleží, o jaký typ vaginální infekce jde. Ať už se jedná o jakýkoliv typ vaginální infekce, je léčbu vždy předem potřeba zkonzultovat s gynekologem nebo odborným lékařem.